# Бароновка (Таганрог)
Баро́новка — район в Таганроге.

## География
Район «Баро́новка» располагался вдоль русла малой реки Большая Черепаха у её устья. В современной топологии Таганрога этот район условно можно ограничить с четырёх сторон улицей Дзержинского (роща «Дубки»), улицей Толбухина, улицей Морозова и берегом Таганрогского залива (профилакторий «Тополь», гостиница «Приазовье»). Бо́льшая часть Бароновки поглощена Таганрогским металлургическим заводом.

## История района
По обе стороны балки Большая Черепаха у её устья в 1-й четверти XIX века находилось имение барона Отто Романовича Пфейлицера-Франка, таганрогского градоначальника с 1832 по 1844 годы. Возле имения барона Франка образовалось небольшое село, получившее впоследствии название «Красный холм». В этом селе в 1844 году в семье врача, служившего в таганрогской гимназии с 1843 по 1851 год, родился Константин Аполлонович Савицкий, впоследствии знаменитый художник-передвижник. В дальнейшем село Фра́нковка было переименовано в Бароновку и вошло в состав города Таганрога. В XX веке большей частью поглощено расширившейся территорией Таганрогского металлургического завода.
В настоящее время топоним «Бароновка» (крайне редко — Фра́нковка) практически не употребляется в разговорной речи таганрожцев и известен только немногим старожилам и краеведам.